# Viúva Negra (trilha sonora)
Black Widow (Original Motion Picture Soundtrack) é a trilha sonora do filme Black Widow (2021), do Marvel Studios. A trilha sonora foi composta por Lorne Balfe, com o álbum da trilha sonora lançado pela Hollywood Records em 9 de julho de 2021.

## Desenvolvimento
Alexandre Desplat foi revelado como compositor da trilha sonora de Black Widow em janeiro de 2020. No final da pós-produção do filme, Lorne Balfe substituiu Desplat como compositor, o que Desplat confirmou em maio de 2020. A trilha de Balfe foi lançada digitalmente pela Marvel Music e Hollywood Records em 9 de julho de 2021. A diretora de Black Widow, Cate Shortland, acreditava que Balfe havia criado uma "trilha sonora comovente que é realmente russa".
Balfe contratou o Metro Voices de Londres para uma orquestra de 118 instrumentos e um coro de 60 vozes cantando letras em russo, com um coro masculino de 40 vozes e um coro feminino de 20 vozes, fazendo gravações com e sem letras. Essas letras foram adaptadas da poesia russa de Alexandre Pushkin, Leo Tolstoy e Mikhail Lérmontov. Balfe disse que "a música do Exército Vermelho também foi uma influência massiva", e que ele "queria dar a Yelena Belova aquela robustez do Exército Vermelho com seu tema". Balfe evitou mais instrumentos clichês russos como balalaikas, pois eles "não se encaixavam no filme" e podiam "se tornar uma paródia".

## Track listing
Todas as faixas compostas por Lorne Balfe.
| N.º            | Título                          | Duração |  |
| 1.             | "Natasha's Lullaby"             | 3:24    |  |
| 2.             | "Latrodectus"                   | 2:40    |  |
| 3.             | "Fireflies"                     | 3:13    |  |
| 4.             | "The Pursuit"                   | 2:53    |  |
| 5.             | "The First Bite Is the Deepest" | 3:05    |  |
| 6.             | "Last Glimmer"                  | 4:19    |  |
| 7.             | "Dreykov"                       | 3:34    |  |
| 8.             | "You Don't Know Me"             | 2:01    |  |
| 9.             | "Yelena Belova"                 | 3:36    |  |
| 10.            | "From the Shadows"              | 3:44    |  |
| 11.            | "Hand in Hand"                  | 2:46    |  |
| 12.            | "Blood Ties"                    | 2:54    |  |
| 13.            | "Whirlwind"                     | 3:28    |  |
| 14.            | "Arise"                         | 2:13    |  |
| 15.            | "Natasha's Fragments"           | 1:55    |  |
| 16.            | "A Sister Says Goodbye"         | 4:14    |  |
| 17.            | "I Can't Save Us"               | 1:51    |  |
| 18.            | "Red Rising"                    | 3:57    |  |
| 19.            | "The Betrayed"                  | 5:38    |  |
| 20.            | "The Descent"                   | 2:05    |  |
| 21.            | "Faces to the Sun"              | 1:51    |  |
| 22.            | "Natasha Soars"                 | 2:19    |  |
| 23.            | "Last Love"                     | 1:59    |  |
| 24.            | "Into the Past"                 | 4:55    |  |
| 25.            | "Broken Free"                   | 3:09    |  |
| Duração total: | Duração total:                  | 79:53   |  |

## Músicas adicionais
Um cover de "Smells Like Teen Spirit" do Nirvana, do Think Up Anger, com Malia J, é usado nos créditos de abertura do filme. Também são tocadas no filme "American Pie" de Don McLean, a música favorita de Yelena Belova quando criança, "Cheap Thrills" de Sia e Sean Paul, "Bond Fights Snake" de John Barry, "Atshan Ya Zeina" de Ahmed Mohamed El Gaml e "Rise Ye Soldiers of Salvation". O tema dos Avengers de Alan Silvestri também é referenciado na partitura de Balfe.